# Ел Монте (Чиле)
Ел Монте (Чиле) (шп. El Monte) је општина у Чилеу. По подацима са пописа из 2002. године број становника у месту је био 22.284.

## Демографија
| 2002.  |
| ------ |
| 22,284 |